# Game Jolt
Game Jolt (GJ) ist eine Vertriebsplattform für kostenlose und kommerzielle Videospiele (per Browser oder herunterladbarem Client erreichbar) mit sozialen Funktionen. Die anfängliche Seite war am 1. Januar 2004 das erste Mal erreichbar und wurde von David „CROS“ DeCarmine erstellt.

## Geschichte

### 2003 bis 2007
Die Entwicklung von Game Jolt startete 2003. Die Seite wurde am 1. Juli 2004 erreichbar gemacht und enthielt ein öffentliches Account-System, Foren, einen Chatraum und Spiele, die mit der Erlaubnis des jeweiligen Erstellers hochgeladen wurden. 2007 wurde die Seite wegen Inaktivität vom Netz genommen.

### Seit 2008
Im Dezember 2008 startete David DeCarmine eine zweite Version der Seite, die ein Spieleportal wurde. Die Seite wurde komplett neu designt und bot ein automatisches System zum Hochladen von Flash-, Unity- und Java-Spielen.
Die Beteiligung an den Werbeeinnahmen wurde im September 2009 offiziell eingeführt. Davor war sie nur als geschlossene Beta verfügbar. Diese Funktion beteiligte die Benutzer zu 30 Prozent an den Werbeeinnahmen, die die Seite über Werbung auf deren Spieleseiten, Profilen und Blog-Einträgen erhielt.
Die Seite hatte ein großes Problem mit automatischem Spam von Mitte 2011 bis Anfang 2012. Daraus resultierte eine Inaktivität der Community und des Besitzers.
Die Game Jolt API wurde nach dreijähriger Betaphase erstmals für die breite Masse vorgestellt. Die API erlaubte den Benutzern, Spiele mit Game-Jolt-Anbindung zu erstellen.
Game Jolt begann im Februar 2013 damit, HTML5-Spiele zu akzeptieren.
David DeCarmine kündigte am 8. August desselben Jahres an, dass er in Vollzeit Game Jolt weiterentwickele. Infolgedessen kündigte er seinen Job bei Zulily.
Indie Statik, ein Feedreader und Blog mit dem Schwerpunkt Indiespiele, kündigte im Oktober 2013 an, dass dieser eine „Partnerschaft“ mit Game Jolt eingehe. Dadurch wurde ein Artikelfeed auf die Startseite gelegt. Es war auch geplant, dass bei Artikeln zu Spielen, die auf Game Jolt gehostet werden, das Profil des Benutzers angezeigt wird, der den Artikel verfasst hat. Zudem sollte aus dem vereinten Katalog der beiden Portale ein Spieleportal erstellt werden. Es kam jedoch nie zur Umsetzung.
Game Jolt Jams wurde Anfang 2014 als ein Service gestartet, der den Usern erlaubte, eigene Game Jams zu erstellen. Der Service ist in die Hauptseite integriert.
Eine Beta für die Überholung der Seite wurde im Juni 2015 öffentlich gemacht und ersetzte einen Monat später die alte Seite. Game Jolt warb mit einem responsive Design, automatischer Kuration für beides, Spiele und Artikel. Es wurde danach verfahren, wie neu und wie populär (“hot”) es ist. Zusätzlich wurden Filteroptionen eingeführt. Man konnte nach Plattform, Bewertung und Entwicklungsstatus filtern.
Im Januar 2016 wurde der Quelltext des Clients und des Frontends der Seite auf GitHub unter der MIT-Lizenz veröffentlicht.
Ein Marktplatz wurde im April 2016 angekündigt und war einen Monat später online erreichbar. Der Marktplatz erlaubte es Entwicklern, ihre Spiele auf der Seite zu verkaufen.

#### Partnerschaften mit Let’s-Playern
Im November 2014 kündigte Game Jolt den „Indies vs PewDiePie“-Game-Jam an, für den man eine Partnerschaft mit dem YouTuber Felix „PewDiePie“ Kjellberg einging. Den Entwicklern wurde ein Wochenende (21.–24. November) gegeben, um ein Spiel mit dem Thema „fun to play, fun to watch“ zu entwickeln, das dem Unterhaltungsstil von Let’s-Playern gerecht wurde. Die Benutzer konnten danach bis zum 1. Dezember, dem Tag, an dem die Punkte gezählt wurden, die Einreichungen bewerten. Der Preis für die Entwickler, deren Spiele in den Top 10 waren, war, dass Felix die Spiele auf seinem Kanal spielte. Die Videos waren wiederum Werbung für die Entwickler. Jedoch spielte er später auch alle anderen Spiele.
Im Juli 2015 ging Game Jolt abermals eine Partnerschaft mit Felix, Sean „jacksepticeye“ McLoughlin und Mark „Markiplier“ Fischbach ein, um „Indies vs Gamers“ zu promoten. Die Anforderungen an die Arcade-Games, die einen Eintrag in der Liste der Spiele ergattern wollten, war, dass sie GJAPI-Highscore-Listen benutzen und zwischen dem 17. und 20. Juli erstellt wurden. Die Top-5-Spiele wurden auf den YouTube-Kanälen der Partner gespielt.

## API
Das Game Jolt Application Programming Interface (normalerweise bekannt als GJAPI) erlaubt jedem Entwickler, eine Spieleentwickler-Plattform zu verwenden, die HTTP-Operationen und MD5 oder SHA-1 unterstützt. Game Jolt wirbt damit, dass die API Folgendes kann:
- Mehrere „Scoreboards“ erstellen, auf denen die Highscores von Spielern gesammelt werden und auf deren Profilen öffentlich gemacht werden. Außerdem kann an Spieleraccounts EXPs vergeben werden.[43]
- Spieler mit Trophäen auszeichnen, die ihm EXPs verleihen.[43]
- Spieledaten auf den Game-Jolt-Servern speichern.[44]

## Wettstreite
Game Jolt hat viele offizielle Spieleentwicklungswettstreite mit vielen verschiedenen Voraussetzungen und Belohnungen veranstaltet. „Wettbewerbe“ sind nicht dasselbe wie „Jams“. Ein Wettbewerb von Game Jolt führt zu einem Wettstreit, in dem die Entwickler ein einziges Thema behandeln, dem ihr Spiel entsprechen muss, um dem letzten Wettkampf beiwohnen zu dürfen. Nach dem letzten Wettkampf wählt ein unabhängiger Mitarbeiter ein Spiel aus, das gewinnt, oder, wie bei den letzten „Indies vs. …“, wählt die Community den Gewinner. Bei einem Jam andererseits gibt es keine Voraussetzungen und es gibt ein optionales Thema, das vielleicht, vielleicht aber auch nicht, von Bedeutung ist. Es gibt aber dennoch keinen Preis für den Gewinner.

### Wettbewerbe
| Datum                         | Thema                                       | Platz                 | Platz                     | Platz                                       |
| Datum                         | Thema                                       | 1                     | 2                         | 3                                           |
| ----------------------------- | ------------------------------------------- | --------------------- | ------------------------- | ------------------------------------------- |
| 13.–21. Juni 2009             | Schockierend                                | ShockMaze             | Infidels                  | Shocker: The Electrifying Hero              |
| 1.–31. August                 | Grundsätzliches                             | Raimond Ex            | Paul Moose In Space World | No Longer Apart                             |
| 1.–7. November 2009           | Minimalistisch                              | Spectrum Wing         | Saut                      | Fetus                                       |
| 24.–25. Januar 2010           | Schurke                                     | Super Space Rogues    | Tower Climb               | Flood the Chamber                           |
| 1.–8. Juli 2010               | Indie Game Demake                           | Warning Foregone      | Sulkeis                   | Saucelifter 8-bit                           |
| 16. Januar–14. Februar 2011   | Erfindungswettbewerb                        | Fire With a Riot      | Bun Dun                   | Monica                                      |
| 20. August–24. September 2011 | Musik Interpretation                        | Je Suis Le Diable     | Rhythmical                | Jeremy                                      |
| 11.–19. August 2012           | Furcht                                      | The Room              | Fragments of Fear         | Nyctophobia                                 |
| 1.–11. März 2013              | Chaos                                       | Void Rogue            | Blues for Mittavinda      | Stellar Zero                                |
| 9.–18. März 2013              | Party                                       | Quantum Party Crasher | Super Clean Clean         | Party Run                                   |
| 21.–24. November 2014         | Fun to play and watch (Indies vs PewDiePie) | Lord of the Horde     | Kid VS School             | DANCE!DANCE! PewDiePie                      |
| 17.–20. Juli 2015             | High scores (Indies VS Gamers)              | Racket Boy            | Sushido                   | Super Nanny Sleepytime Ultra HD Alpha Omega |

### Jams
Jams finden an Wochenenden statt. Anders als bei den Wettbewerben gibt es kein Thema – es wird nur an neuen Spielen oder WIPs gearbeitet. Entwickler werden im Livestream ermutigt, Screenshots werden hochgeladen und es wird darüber getwittert, was auch immer sie programmieren. Am Ende gibt es keine Wahl, wer der Gewinner ist.